# Sardar Zalmai Mahmud
Sardar Zalmai Mahmud Khan Ghazi (* 2. Februar 1923) ist ein ehemaliger afghanischer Botschafter.

## Leben
Sardar Zalmai Mahmud ist ein Sohn von Sardar Schah Mahmud Khan. Am 27. Januar 1960 heiratete er Schinkay Begum, die älteste Tochter von Mohammed Daoud Khan. Sie haben zwei Töchter. Vom 25. Mai 1965 bis 1972 war er Gesandter in Paris und war ab 1966 auch bei der Regierung in Wien als Gesandter und Ministre plénipotentiaire mitbeglaubigt. Am 12. Juli 1971 wurde er mit dem Großkreuz in den Royal Victorian Order aufgenommen. Von 1972 bis 1973 war er Ambassador to the Court of St James’s. Am 1974 bis 1975 war er Botschafter in Teheran, der Hauptstadt Irans.